# Härlunda socken, Västergötland
Härlunda socken i Västergötland ingick i Skånings härad och är sedan 1971 en del av Skara kommun, från 2016 inom Bjärka-Härlunda distrikt.
Socknens areal är 32,55 kvadratkilometer varav 32,32 land. År 1987, sista året med officiell statistik, fanns här 279 invånare. Sockenkyrkan Bjärklunda kyrka, gemensam med Bjärka socken, ligger i socknen.

## Administrativ historik
Socknen har medeltida ursprung. 
Vid kommunreformen 1862 övergick socknens ansvar för de kyrkliga frågorna till Härlunda församling och för de borgerliga frågorna bildades Härlunda landskommun. Landskommunen uppgick 1952 i Ardala landskommun som 1971 uppgick i Skara kommun. Församlingen införlivade 1989 Bjärka församling och uppgick 2006 i Ardala församling.
1 januari 2016 inrättades distriktet Bjärka-Härlunda, med samma omfattning som Härlunda församling hade 1999/2000 och fick 1989, och vari detta sockenområde ingår.
Socknen har tillhört län, fögderier, tingslag och domsagor enligt vad som beskrivs i artikeln Skånings härad. De indelta soldaterna tillhörde Skaraborgs regemente, Skånings kompani och Västgöta regemente, Laske kompani.

## Geografi
Härlunda socken ligger närmast söder om Skara kring Flian. Socknen är en skogsbygd med odlingsmark främst vid ån.

## Fornlämningar
En trerummig hällkista från stenåldern har påträffats. Från järnåldern finns ett gravfält med domarringar.

## Namnet
Namnet skrevs 1287 Herlundum och kommer från kyrkbyn. Efterleden innehåller plural av lund. Förleden kan innehålla häri, 'hare', alternativt ett ord besläktat med har, 'stenig mark, stenröse' syftande på den steniga marken vid kyrkan.